# Domboshava
Domboshava é uma área residencial periurbana na província de Mashonaland East, no Zimbábue. Situa-se numa zona de montes graníticos, a cerca 27km ao norte de Harare, capital do país, e recebeu o nome das enormes e belas colinas de granito. O nome é derivado de "Dombo", que significa rocha, e "Shava", que significa marrom claro. O nome do clã Shava é uma referência à cor marrom claro dos Elandes, uma espécie de bovino das pradarias e savanas africanas, que é chamado de Mhofu no idioma Shona.
A colina de granito mais proeminente e famosa em Domboshava é chamada de Ngoma Kurira, que se traduz literalmente como "sons de bateria / percussão". O local atrai centenas de viajantes locais e internacionais a cada ano. A colina de granito é um Monumento Nacional do Zimbábue e tem alguns exemplos de pinturas rupestres que datam de quase 6.000 anos. A maioria dessas pinturas pode ser encontrada em uma caverna que fica a alguns passos das formações rochosas no topo da colina. Há também um buraco na caverna que leva ao topo da colina.
Os três maiores shopping centers (comumente conhecidos como pontos de mercearia no Zimbábue) são Mverechena, Mkate e Showground. Esses centros se tornaram áreas de grande atividade econômica e crescimento para Domboshava. Por muitos anos, principalmente no final do século XX, Domboshawa foi um importante local de jardinagem de caminhões para os mercados de Harare. Desde o início do século XXI, a economia de Domboshava tem visto um aumento na produção de cerâmica e horticultura.